# NIOSH-formule
De NIOSH-formule is in de Verenigde Staten opgesteld door het National Institute for Occupational Safety and Health en wordt gebruikt voor het bepalen van de belasting bij het tillen.
Bij het tillen moet rekening gehouden worden met de horizontale afstand van het te tillen gewicht tot de enkels, de verticale afstand tot de enkels, de verticale verplaatsingsafstand, de romprotatie met asymmetriefactor, de tilfrequentie en de hanteerbaarheid van het te tillen gewicht.
Formule:
RWL = 23 kg × Hf × Vf × Df × Af × Ff × Cf
(RWL (Recommended Weight Limit): Aanbevolen maximaal te tillen gewicht)
- Hf = 25/H (minimaal 25 cm tot maximaal 63 cm)
- Vf = 1 – 0,003 x |V - 75| (maximaal 175 cm)
- Df = 0,82 + 4,5/D (verplaatsing < 25 cm, dan Df = 1)
- Af = 1 – 0,0032 A (in °) (rotatie moet < 125° zijn)
- Ff = aantal keer per minuut
- Cf = hanteerbaarheid (goed = 1)